# اودانچاترام
اودانچاترام (به انگلیسی: Oddanchatram) یک منطقهٔ مسکونی در هند است که در بخش دیندیگل واقع شده‌است. اودانچاترام ۳۰٬۰۶۴ نفر جمعیت دارد.